# Kywong
Kywong is een plaats in de Australische deelstaat New South Wales.